# Anatolij Kinach
Anatolij Kyrylovytsj Kinach (Oekraïens: Анатолій Кирилович Кінах) (Brătuşeni (Edineț, Moldavië), 4 augustus 1954) is een Oekraïense politicus.
Op 29 mei 2001 volgde de uit Mykolajiv afkomstige Kinach Viktor Joesjtsjenko op als minister-president van Oekraïne. Zijn regering werd door president Koetsjma op 21 november 2002 naar huis gestuurd en vervangen door een nieuwe onder leiding van Viktor Janoekovytsj. 
Anatolij Kinach is leider van de Partij van Industriëlen en Ondernemers van Oekraïne (PPPU). Bij de presidentsverkiezingen van 2004 behaalde hij in de eerste ronde 0,93 % van de stemmen; in de tweede ronde steunde hij de kandidatuur van Joesjtsjenko.
Op 26 maart 2006 deed hij mee aan de parlementsverkiezingen. Hij stond tweede op de lijst "Ons Oekraïne". Op 25 mei 2006 heeft hij zitting genomen in het parlement.